# حسن عبد المنعم الخطاب
حسن عبد المنعم حسون آل خطاب الناصري الرفاعي ( 27 سبتمبر/أيلول 1945 - 22 نوفمبر/تشرين الثاني 2023) هو سياسي عراقي، حاصل على شهادة عليها من بريطانيا، وشغل منصب وزير التخطيط في العراق حتى احتلال العراق عام 2003. وفي آب 1994، ألغيت وزارة التخطيط التي كان يشغلها سامال مجيد فرج وحولت إلى هيئة تابعة لمجلس الوزراء. شغل الدكتور حسن عبد المنعم الخطاب منصب رئيس هيئة التخطيط وبدرجة وزير، وفي آب 2002 أعيد تأسيس الوزارة، وشغل منصب الوزير حتى احتلال العراق في نيسان 2003. بعد الاحتلال، عمل لفترة من خلال مكتب استشاري تحت اسم «جمعية رجال الأعمال العراقيين، المكتب الاستشاري للدراسات المالية والاقتصادية».

## حياته ونشأته
ولد حسن الخطاب في مدينة المسيب في عام 1945، وكان ترتيبه الخامس بين أشقائه، حرص والده على تعليمه القرآن في طفولته، ودرس الابتدائية في مدرسة المسيب الابتدائية الأولية، واكمل دراسته المتوسطة والإعدادية في ثانوية المسيب عام 1963، ثم سافر في بعثة دراسية إلى تركيا لدراسة الطب، لكن بسبب أحداث الحرب بين تركيا واليونان، غادر تركيا إلى الولايات المتحدة لدراسة الهندسة النووية في الولايات المتحدة، عاد إلى العراق لعين بعد تخرجه محاسبًا في وزارة المالية عام 1967، ودرس في كلية الادارة والاقتصاد بالجامعة المستنصرية، وحصل على شهادة البكالوريوس في المحاسبة عام 1973، غادر مدينة المسيب إلى بغداد وسكن في حي أور، وبعدها أكمل دراسة الماجستير في جامعة مانشستر في المملكة المتحدة عن أطروحته «أثر الاستثمارات المالية على النمو الاقتصادي للمحافظات العراقية»، والدكتوراه في التخطيط الاقتصادي عام 1983، عن أطروحته «اثر الاستثمارات المالية في القطاع الصناعي على النمو الاقتصادي الإقليمي في العراق».

## فهرس
- حسن عبد المنعم الخطاب (2020). هاتف الثلج (المحرر). صفحات تطرق الذاكرة. بغداد: مؤسسة ثائر العصامي. ISBN:978-9922-629-05-6. QID:Q123527135.